# Refinación

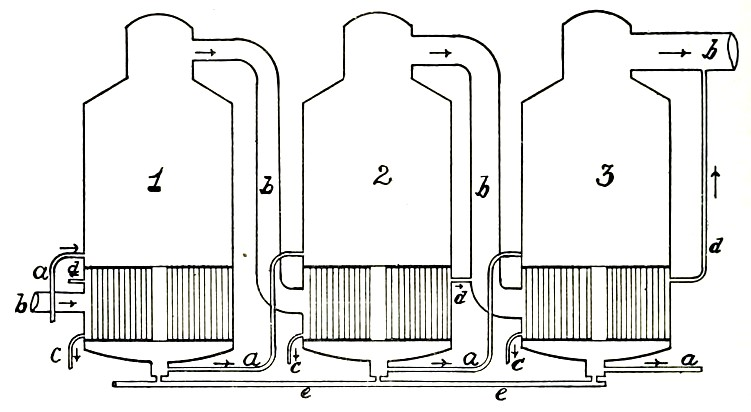
Evaporadores de triple efecto para el refinado de azúcar

La refinación o refino es el proceso de purificación de una sustancia química obtenida muchas veces a partir de un recurso natural. Por ejemplo, el petróleo arderá generalmente en su estado natural, pero no puede utilizarse directamente en los motores de combustión, debido a la presencia de residuos y a la generación de subproductos.
La refinación de líquidos se logra a menudo a través de la destilación o fraccionamiento. Un gas se puede refinar también de esta manera enfriándolo o comprimiéndolo hasta su licuefacción. Los gases y líquidos también se pueden refinar por extracción con un disolvente que disuelva la sustancia de interés o bien las impurezas.
Muchos sólidos se pueden refinar mediante el crecimiento de cristales en una solución del material impuro; la estructura regular del cristal tiende a favorecer el material deseado y a excluir otros tipos de partículas. Se utilizan también reacciones químicas para eliminar impurezas de tipos especiales.
El uso de silicio y otros semiconductores en electrónica depende de un control preciso de las impurezas, para lo cual se han desarrollado técnicas especiales como la refinación por zonas.
Otros materiales que se suelen refinar son los metales, los azúcares y los aceites.